# Акимото, Ясуоми
Ясуоми Акимото (яп. 秋元 康臣 Акимото Ясуоми, род. Канагава, Япония) — японский танцовщик, ведущий солист Челябинского театра оперы и балета в 2013—2015 годах, с 2015 года — солист труппы «Токио-балет». Лауреат II премии балетного конкурса «Арабеск» (Пермь, 2014). 

## Биография
Балетом начал заниматься в возрасте 3 лет. В возрасте 7 лет родители переехали с ним в Токио, чтобы Ясуоми мог заниматься в русской балетной школе. В возрасте 12 лет по советам педагогов приехал в Россию, где начал учиться в Московской академии хореографии. Поначалу ему было нелегко без родителей, в чужой обстановке — но он смог справиться со стрессом и довольно быстро выучил русский язык.
В 2004 году, в период обучения, участвовал в X  международном конкурсе артистов балета в Москве, где стал финалистом в младшей группе и получил почётный диплом. В том же году принимал участие в гала-концерте звёзд балета «Москва — любовь моя» (режиссёр — Андрис Лиепа). В 2006 году участвовал детском и юношеском танцевальном конкурсе Tanzolymp (Берлин), где стал лауреатом III премии. 
После выпуска по классу И. Л. Кузнецова вернулся домой в Японию. В 2006—2009 годах работал в NBA Ballet Company (Токородзава), в 2009—2012 годах танцевал в труппе K-ballet.
В 2013 году начал работать в Челябинском театре оперы и балета, уже через 6 месяцев стал ведущим солистом труппы. 
В 2014 участвовал в балетном конкурсе «Арабеск», где стал лауреатом II премии, а также получил диплом жюри прессы «за стилистическую разносторонность исполнения конкурсного репертуара».
В июне 2015 года участвовал в VII фестивале балета «В честь Екатерины Максимовой», проходившем на сцене Челябинского театра оперы и балета, исполнив партию Солора в балете «Баядерка» (Никия — Анна Никулина, Гамзатти — Татьяна Предеина).
С 2015 года — премьер «Токийского балета». В июле 2023 года вместе с труппой гастролировал в Мельбурне (Австралия), исполнив главную партию в балете «Жизель» в постановке Леонида Лавровского (Жизель — Акира Акияма).

## Репертуар
Челябинская опера
- принц Зигфрид, «Лебединое озеро»
- граф Альберт, «Жизель»
- Солор, «Баядерка»
- «Слуга двух господ»
- «Веронский миф: Шекспирименты»

Токийский балет
- «Кабуки» Мориса Бежара
- «Серенада» Джорджа Баланчина

## Признание и награды
- 2004 — диплом (младшая группа) X  конкурса артистов балета и хореографов, Москва
- 2006 — III премия танцевального конкурса Tanzolymp, Берлин
- 2014 — II премия балетного конкурса «Арабеск», Пермь (разделил награду с Эрнестом Латыповым)